# 赫魯尼夫卡
50°59′39″N 35°6′43″E / 50.99417°N 35.11194°E
赫魯尼夫卡（烏克蘭語：Грунівка）是位於烏克蘭東北部的村莊，由蘇梅州蘇梅區的米罗皮利亚市镇負責管轄。該村處於普肖爾河左岸，距離大雷比察3公里，海拔高度172米，2001年人口160。